# 채유미 (1970년)
채유미(1970년 3월 3일 ~ )는 대한민국의 정치인이다.

## 학력
- 서울대학교 농업생명과학대학 농가정학과 졸업

## 경력
- 2017.12 ~ 2018.12: 서울특별시교육청 환경생태교육자문위원회 위원
- 2018.07 ~ : 제10대 서울특별시의회 의원
  - 2018.07 ~ 2020.07: 제10대 서울특별시의회 전반기 교육위원회 위원
  - 2018.08 ~ 2019.07: 제10대 서울특별시의회 15기 정책위원회 위원
  - 2019.07 ~ 2020.07: 제10대 서울특별시의회 더불어민주당 2기 공보부대표
  - 2019.08 ~ 2020.07: 제10대 서울특별시의회 16기 정책위원회 위원
  - 2020.09 ~ : 제10대 서울특별시의회 후반기 행정자치위원회 부위원장
  - 2020.09 ~ : 제10대 서울특별시의회 2기 예산정책연구위원회 위원
  - 2020.09 ~ : 제10대 서울특별시의회 여성특별위원회 위원
- 2018.09 ~ 2019.08: 서울특별시북부교육지원청 서울북부교육발전자문위원회 위원
- 2018.10 ~ 2020.10: 서울특별시교육청 학생인권위원회 위원
- 2019.05 ~ 2020.07: 서울특별시교육청 학교 밖 청소년 지원위원회 위원
- 2019.12 ~ : 서울특별시의회 계약투명성 심의회 위원
- 2020.07 ~ 2020.07: 국회사무처 지방의회 예산안, 결산 및 조례안 심사과정 교육 수료
- 2020.09 ~ : 서울특별시 공유촉진위원회 위원
- 2020.09 ~ : 서울특별시 시민행복위원회 위원
- 2020.10 ~ : 서울특별시 빅데이터심의위원회 위원
- 2020.10 ~ : 서울특별시의회 민생실천위원회 부위원장
- 2020.11 ~ : 서울특별시 청년정책조정위원회 위원

## 역대 선거 결과
|  | 52.64% |

|  | 48.65% |